# Sinjeong-dong, Ulsan
Sinjeong-dong (koreanska: 신정동) är en stadsdel i staden Ulsan, i den sydöstra delen av Sydkorea, 300 km sydost om huvudstaden Seoul. Den ligger i stadsdistriktet Nam-gu.
Stadsdelen är en del av stadskärnan i Ulsan och här finns Ulsans stadshus. 

## Indelning
Administrativt är Sinjeong-dong indelat i:
| Namn      | Namn                 | Yta i km² | Invånare 31 dec 2018 |
| --------- | -------------------- | --------- | -------------------- |
| 신정동1동 | Sinjeong 1(il)-dong  | 1,80      | 19 509               |
| 신정동2동 | Sinjeong 2(i)-dong   | 2,71      | 26 639               |
| 신정동3동 | Sinjeong 3(sam)-dong | 1,12      | 17 028               |
| 신정동4동 | Sinjeong 4(sa)-dong  | 0,81      | 24 514               |
| 신정동5동 | Sinjeong 5(o)-dong   | 0,60      | 9 229                |